# The Final Girls
The Final Girls ist eine amerikanische Horrorkomödie aus dem Jahr 2015.

## Handlung
Zu Beginn wartet Max Cartwright im Auto auf ihre Mutter Amanda, eine Schauspielerin. Diese hatte ihre bislang größte Rolle in ihrer Jugend als Nancy in dem kultigen Slasher-Film Camp Bloodbath (deutsch: Camp Blutbad). Auf dem Heimweg wird der Wagen in einen Unfall verwickelt und Amanda stirbt.
Drei Jahre später besucht Max am Todestag ihrer Mutter mit ihrer besten Freundin Gertie und ihrem Schwarm Chris auf Drängen von Gerties Bruder Duncan eine Gedenkvorstellung der Blutbad-Reihe. Ihre ehemals beste Freundin Vicki befindet sich ebenfalls im Kinosaal. Während der Filmvorstellung gerät der Kinosaal durch Unachtsamkeit anderer Besucher in Brand. Der einzige Ausweg aus dem Inferno ist der Notausgang hinter der Leinwand, sodass Max die Leinwand zerschneidet und mit ihren Freunden durch die Leinwand schreitet. Kurz darauf finden sich Max, Chris, Gertie, Duncan, und Vicki in einem Wald wieder. Dort begegnet ihnen der VW-Bus aus dem Camp Blutbad-Film und die Schauspieler fragen sie nach dem Weg. Zunächst völlig perplex schließt Duncan als der Bus nach 92 Minuten wiederkehrt und sich dieselbe Szene erneut genauso abspielt darauf, dass die Gruppe in den Film geraten sein müsse. Sie lassen sich von Kurt im Bus mit ins Camp nehmen. Dort finden sie ihre These bestätigt, als sie den Mord an Mimi und dem Wanderer beobachten. Da sie nicht Teil der Handlung sind, halten sie sich zunächst für unantastbar. Diese Ansicht wird jedoch schon bald widerlegt, als Duncan von Billy mit der Machete angegriffen und scheinbar getötet wird.
Die Gruppe flieht und erkennt, dass Billy immer dann zuschlägt, wenn einer der Darsteller sexuelle Handlungen vornimmt. Daher versucht die Gruppe um Max die Bewohner des Camps von jeglicher Art von Geschlechtsverkehr abzuhalten. Max ist es dabei ein besonderes Anliegen, ihre „Mutter“ Nancy zu retten, die im Originalfilm nach Sex mit Kurt stirbt. Bald ist es jedoch erforderlich, die Bewohner über Billy aufzuklären. Nachdem dies durch eine Rückblende geschehen ist, fliehen die Bewohner in Panik vor dem Killer in ihrer Nähe. Paula und Kurt rasen in deren Wagen davon, überfahren dabei jedoch den doch nur verletzten Duncan und fahren gegen einen Totempfahl. Dabei wird Kurt aus dem Wagen geschleudert und stirbt; Paula kommt bei der anschließenden Explosion des Autos um. Damit ergibt sich das Problem, dass Paula, das eigentliche Final Girl im Originalfilm, Billy nicht mehr wie vorgesehen töten kann. Die Gruppe baut daher eine Falle auf, um Billy selbst zur Strecke zu bringen und an seine Machete zu gelangen. Max käme dabei als einziger Jungfrau die Rolle der Vollstreckerin zu, indem sie wie im Film Billy brutal mit seiner eigenen Machete tötet.
Der Plan wird in die Tat umgesetzt und Billy durch ein Striptease von Tina angelockt. Dabei stolpert Tina jedoch selbst in die Falle und wird von einer Bärenfalle getötet. Der Gruppe gelingt es jedoch, Billy auf Hirschgeweihe aufzuspießen. Billy ist jedoch nicht tot und ersticht Blake. Vicki und Gertie werden von Billy getötet, als ein Bücherregal auf sie stürzt; Max, Nancy und Chris gelingt zunächst die Flucht. Über eine abermalige Rückblende gelangen die drei an Billys Machete, dabei wird Chris jedoch schwer verwundet und Nancy von Billy entführt. Nachdem es Max gelungen ist, Nancy wieder zu befreien, opfert sich Nancy, da nur so Max als Final Girl die Chance hat, Billy zu töten und so den Film zu beenden. Nancy strippt und wird von Billy erstochen. Max nimmt darauf den Kampf an und enthauptet Billy. Während der Abspann des Films läuft, küssen sich Chris und Max. Sie erwacht darauf in einem Krankenhausbett neben Chris. Nebenan befinden sich Duncan, Gertie und Vicki, die nicht tot sind, aber doch ihre Wunden aus dem Kampf davon getragen haben. Die Gruppe wähnt sich zu Hause in Sicherheit, muss aber bald darauf erkennen, dass sie sich in dem noch blutigeren Sequel Camp Bloodbath 2: Cruel Summer befinden. Der Film endet damit, wie ein maskierter machetenschwingender Mörder durch eine Glastür springt und auf die Gruppe zurennt.

## Veröffentlichung

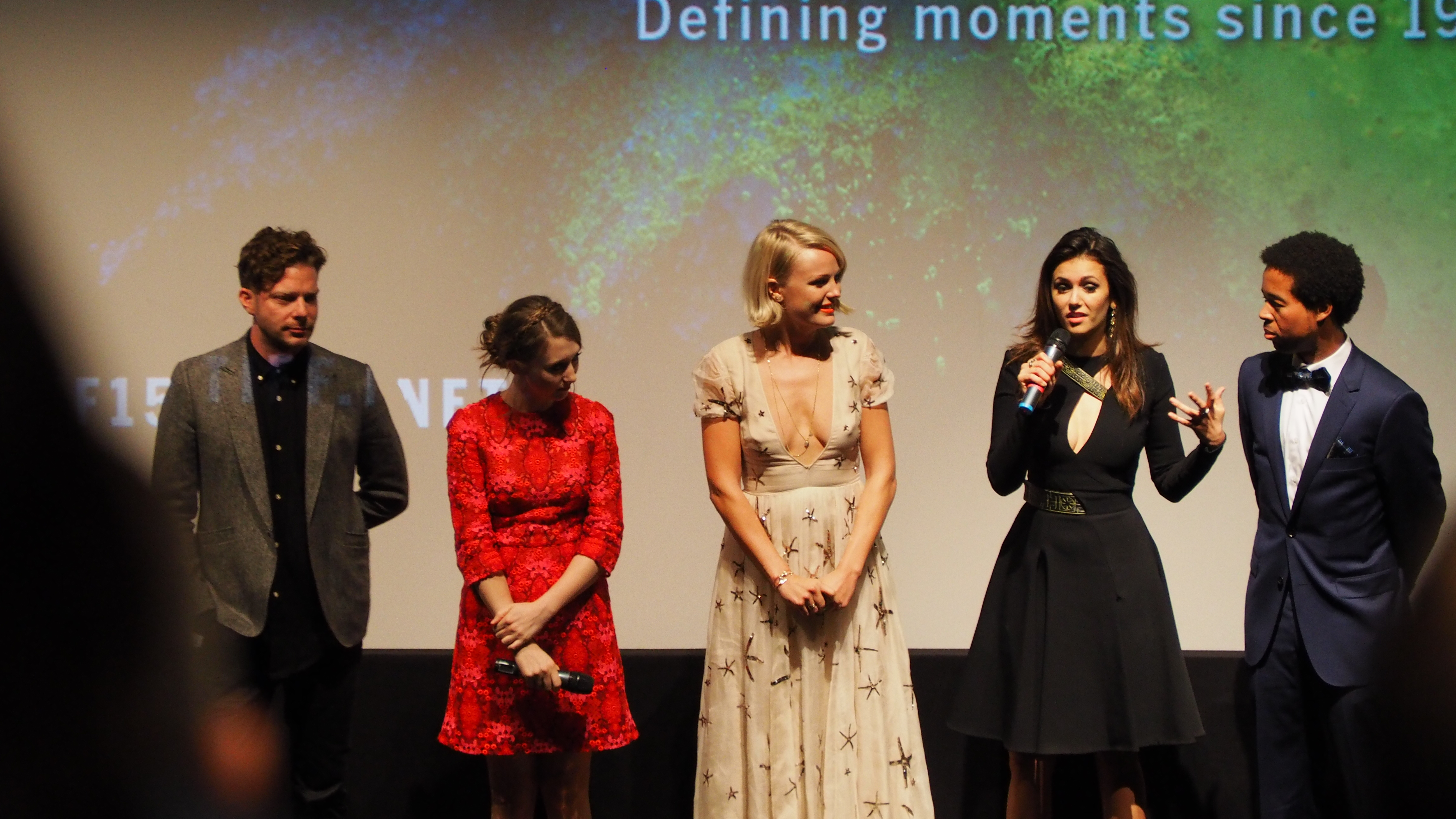
Regisseur Strauss-Schulson mit den Darstellern Farmiga, Åkerman, Dobrev, und Thompson beim Toronto International Film Festival 2015

Sony Pictures begann mit der Produktion des Filmes nach Bekanntgabe der Besetzung am 22. April 2014. Das Budget lag geschätzt bei 4,5 Millionen US-Dollar. Am 25. Mai 2014 waren die Hauptdreharbeiten abgeschlossen. Am 13. März 2015 feierte der Film beim South-by-Southwest-Festival seine Premiere. Der Film wurde am 2. Mai 2015 ebenfalls beim Stanley Film Festival und am 16. Juni 2015 beim Los Angeles Film Festival gezeigt. Die DVD erschien am 12. Oktober 2015 in Großbritannien und am 12. November 2015 in Deutschland.

## Kritik
Der Film wurde größtenteils positiv aufgenommen. Bei Rotten Tomatoes erhielt er eine Durchschnittswertung von 6,2 von 10. Dennis Harvey von Variety hält den Film für „amüsant“ für „Fans des Genres erfreulich“. Justin Lowe würdigt die Verbindung von klassischem Horrorfilm mit zeitgenössischen Sichtweisen. Laura Kern bezeichnete den Film als „scharfe, beißend komische und unerwartet herzberührende Hommage“.
2015 gewann The Final Girls den Zuschauerpreis beim Stanley Film Festival und beim Mile High Horror Film Festival sowie den Special Jury Award beim Sitges Film Festival.

## Trivia
In der im Sommer 1957 angesiedelten Szene fahren Jugendliche mit einem Chevrolet Impala Convertible vor, der erst 1960/61 gebaut wurde.